# Vale do Rio Elba em Dresden
O Vale do Elba em Dresden, ou, na sua forma portuguesa, em Dresda, é um terreno que foi desenvolvido nos séculos XVIII e XIX, que se estende por cerca de 20 km, do Schloss Übigau, a nordeste, até ao Schloss Pillnitz e à ilha do rio Elba, a sudeste, localizando-se no centro da linha do horizonte da cidade antiga de Dresden.
Em 26 de junho de 2009, a UNESCO retirou-lhe o título de Património da Humanidade.

## Galeria de imagens

Vale do Rio Elba em Dresden
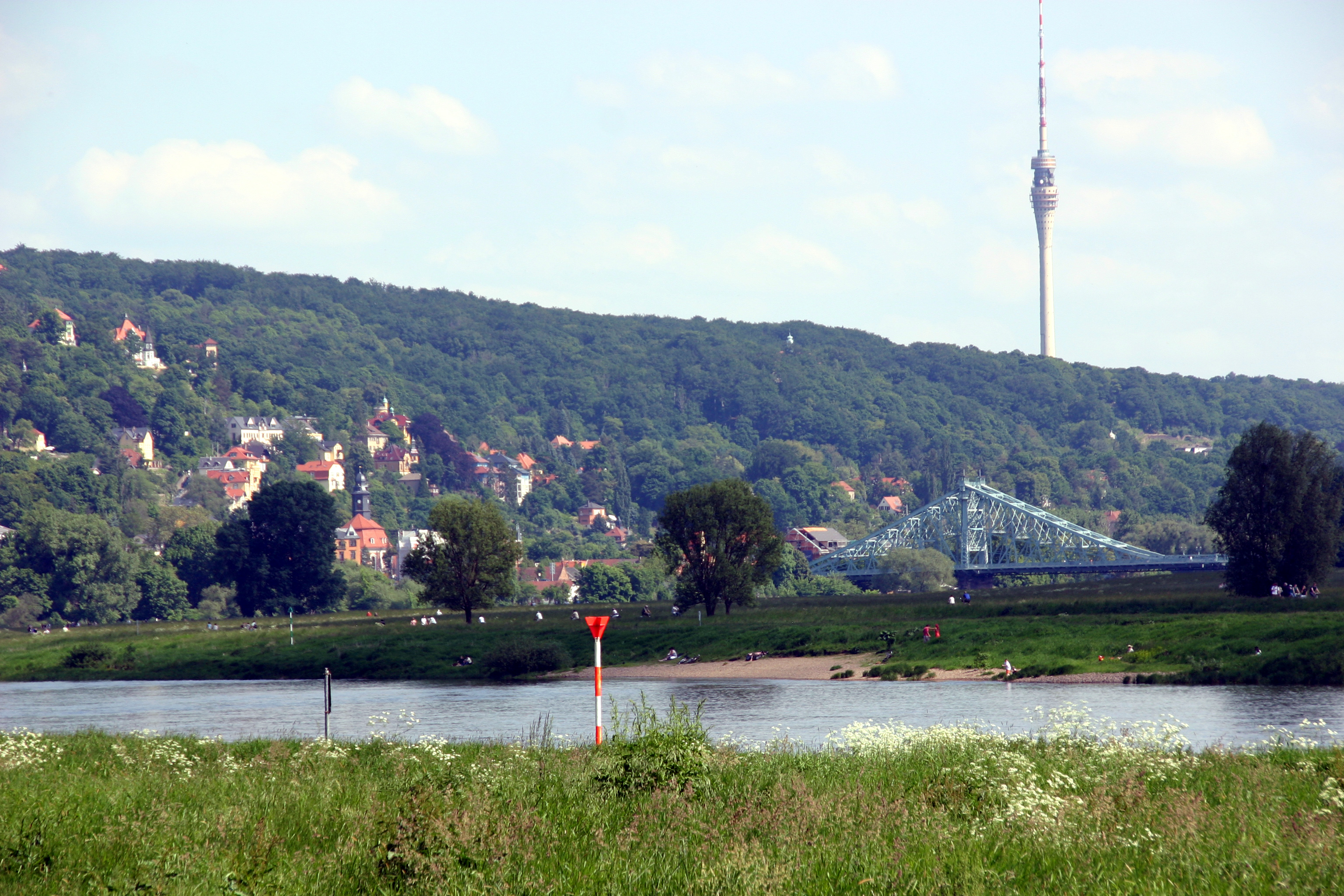
O vale do Elba em Dresden
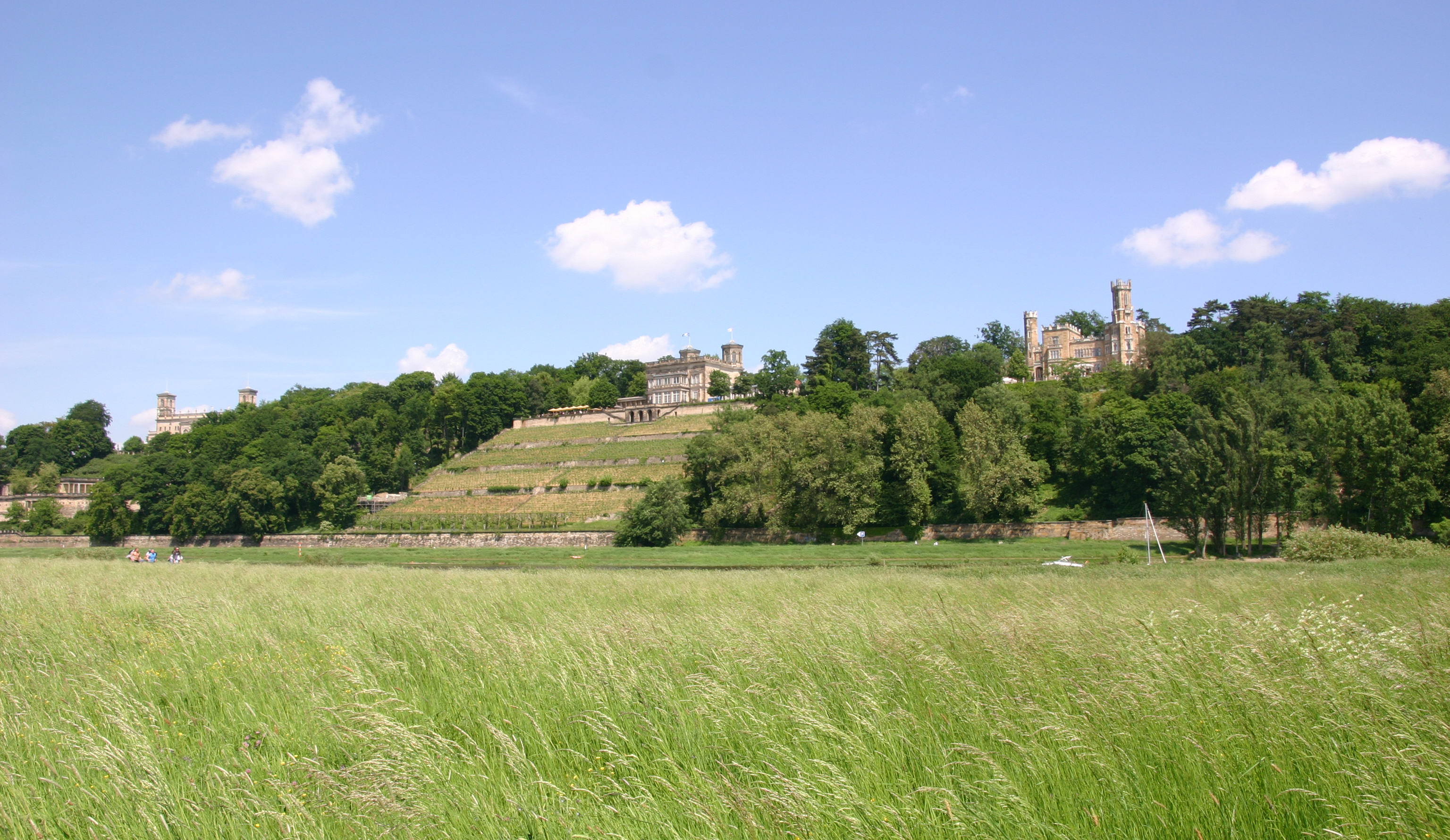
Três castelos
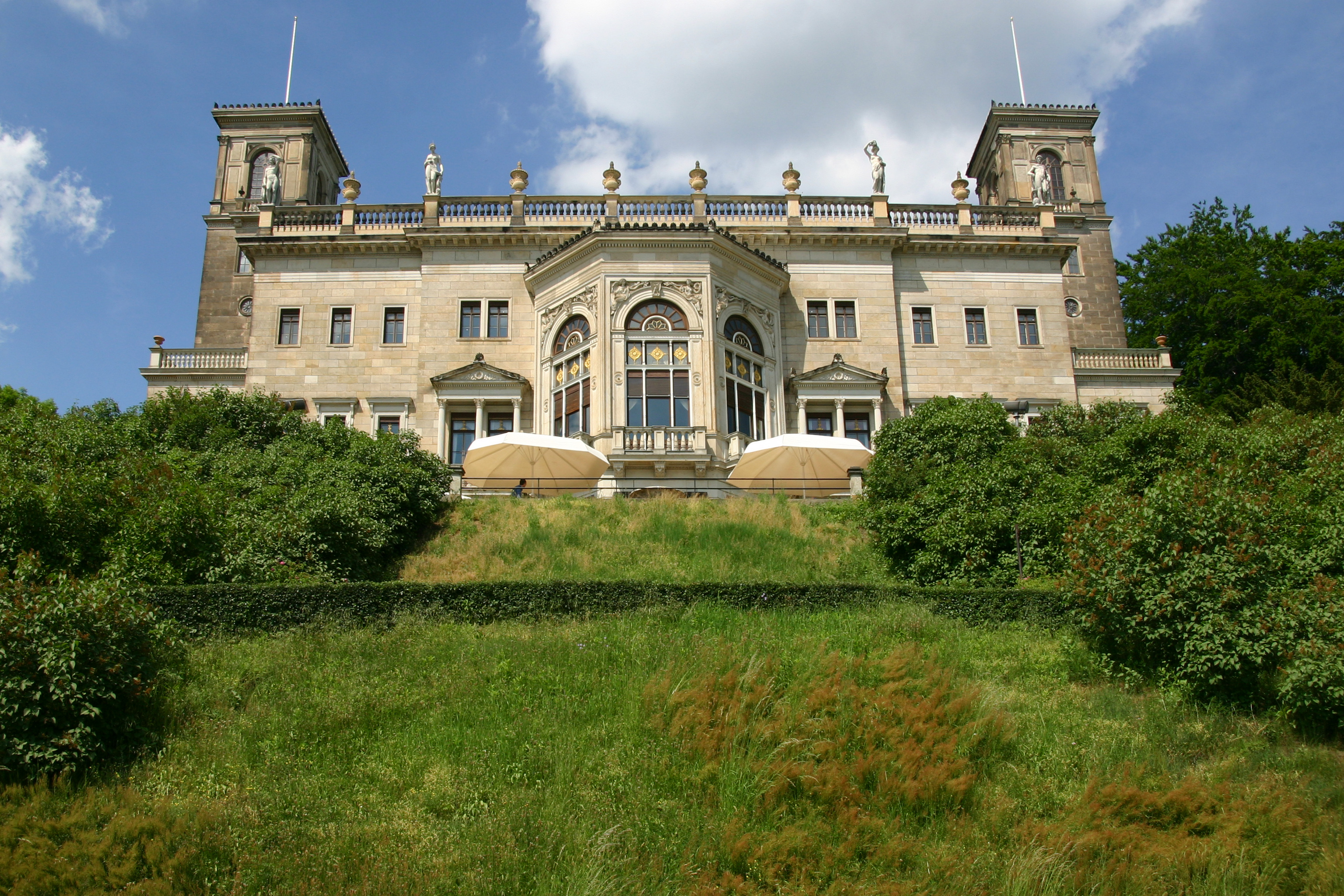
Castelo di Albrechtsberg
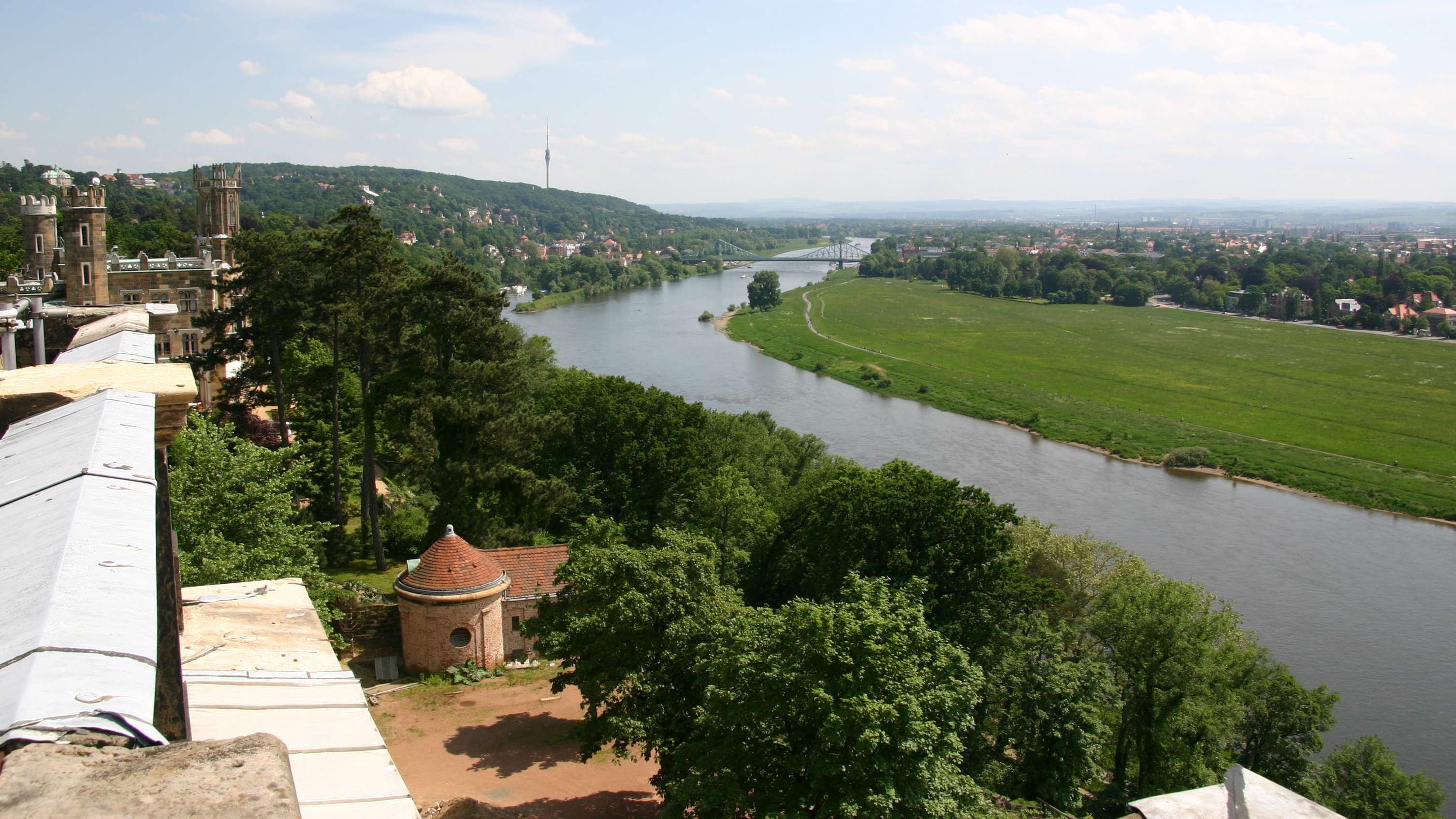
Castelo di Lingner
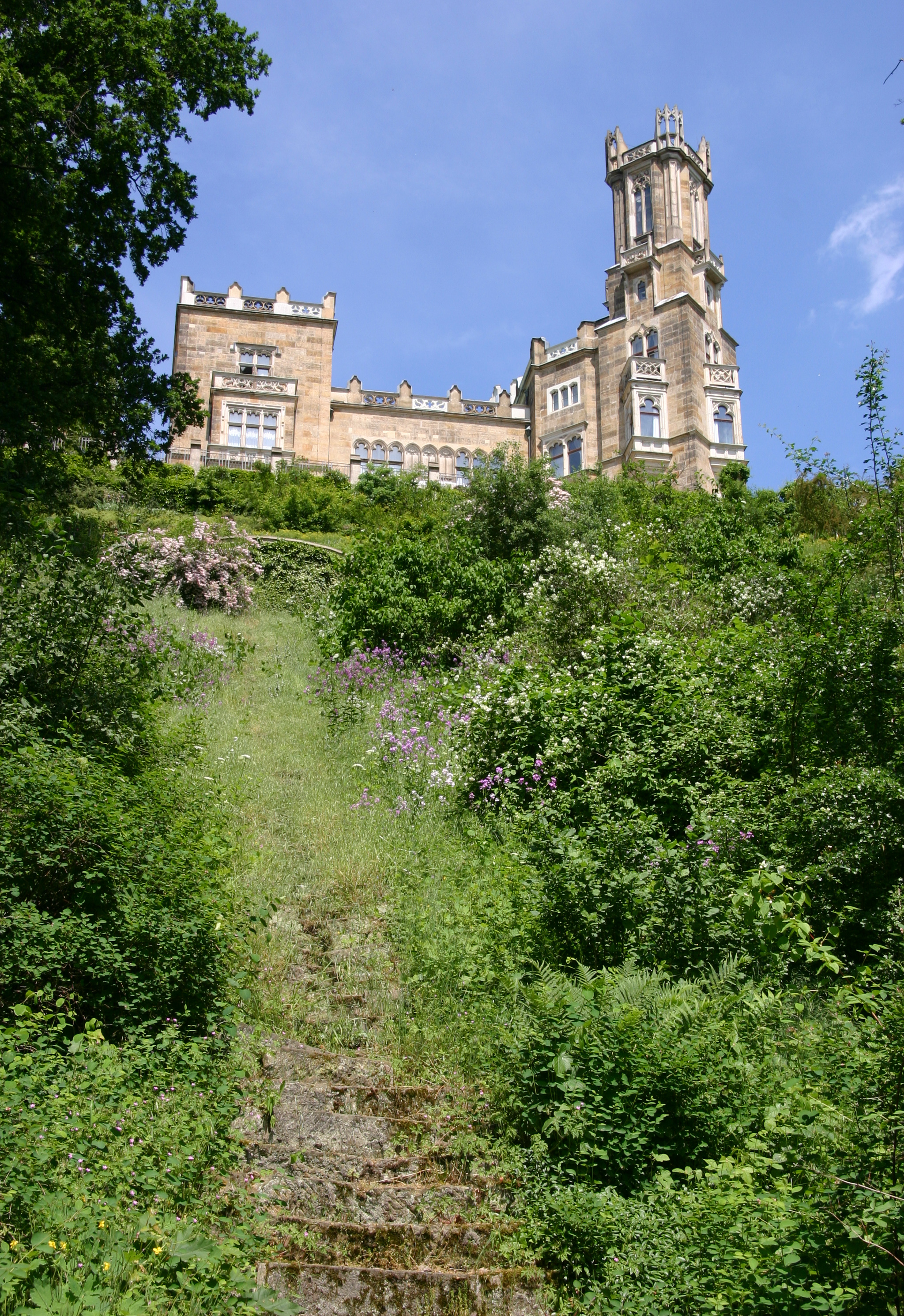
Castelo di Eckberg
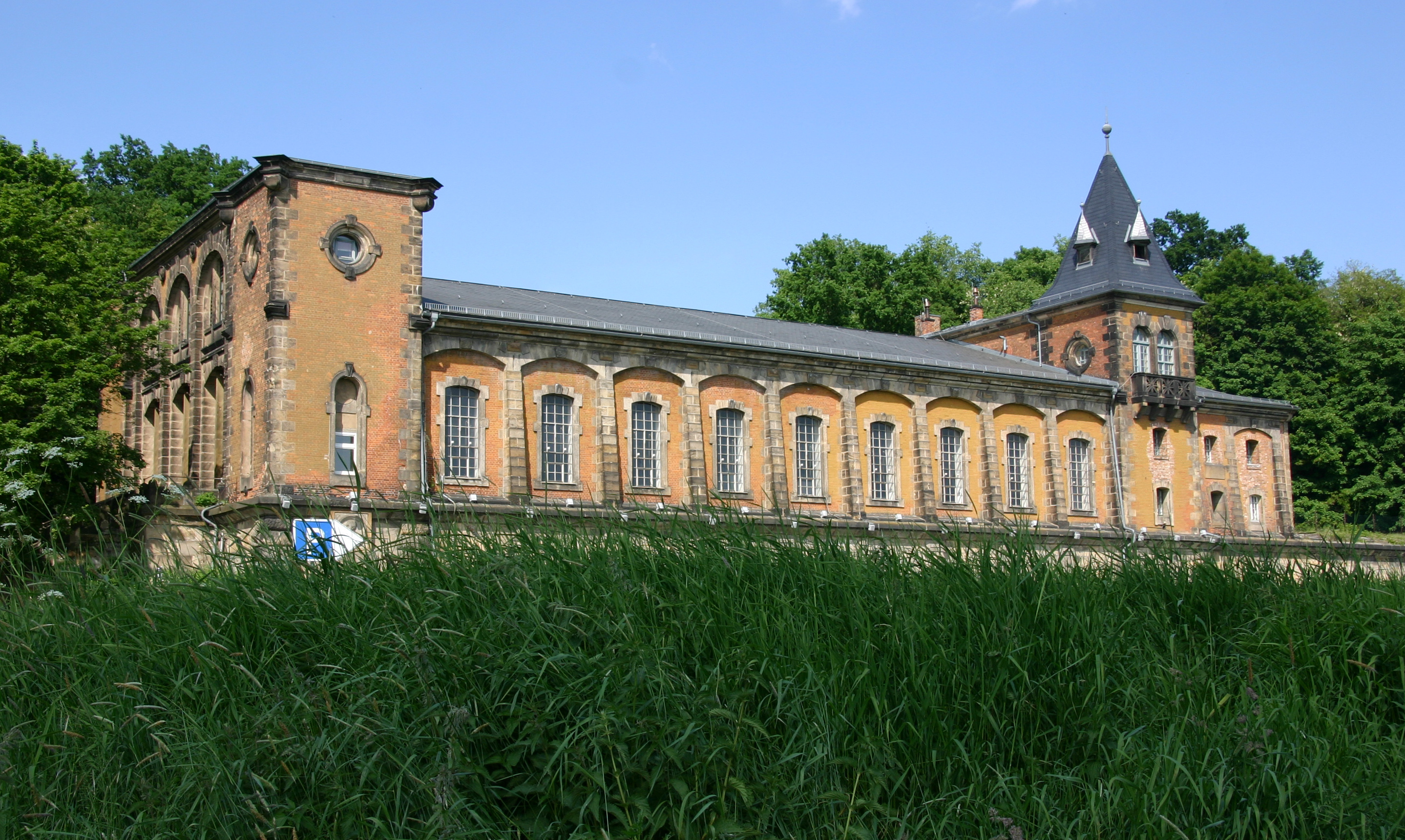
Saloppe
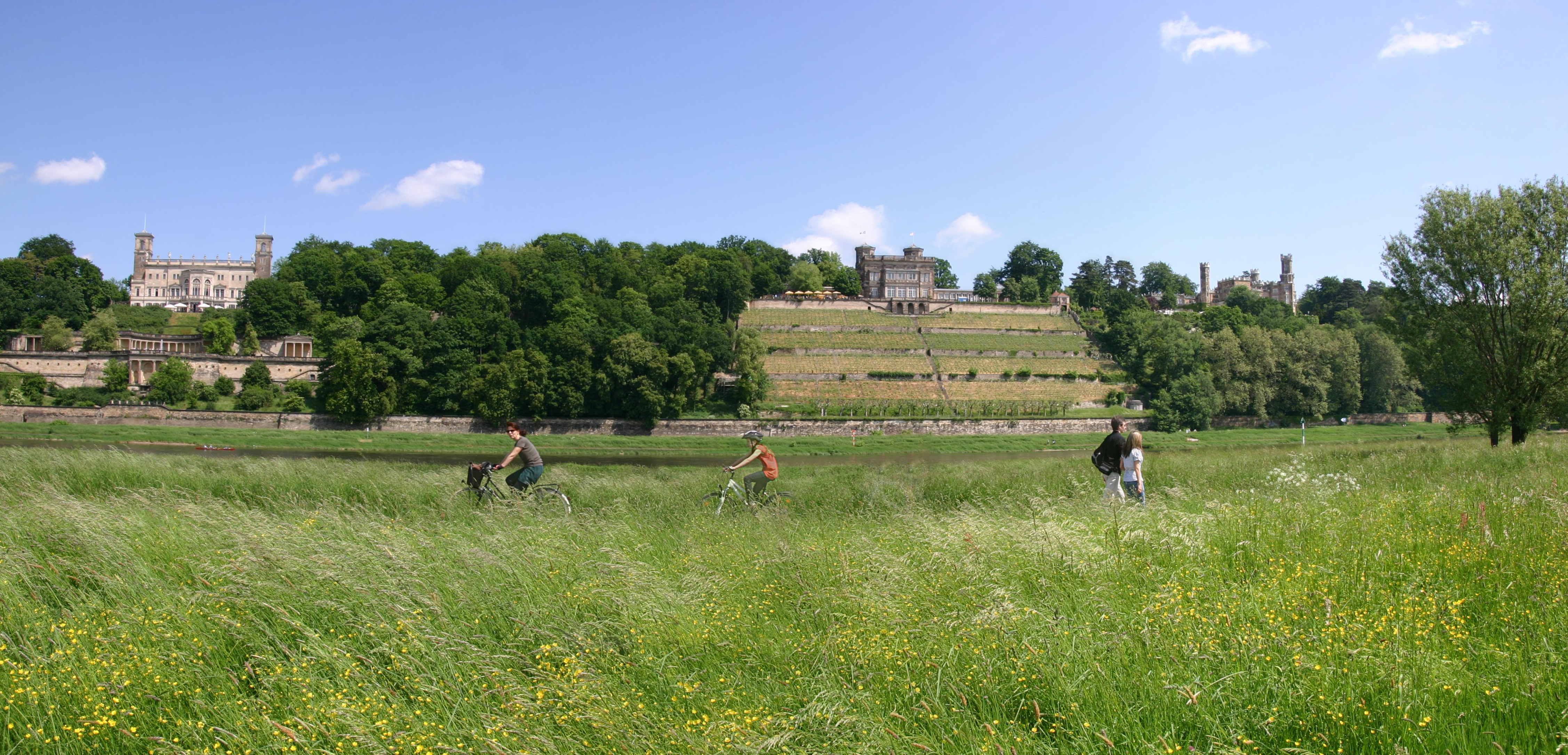
Três castelos
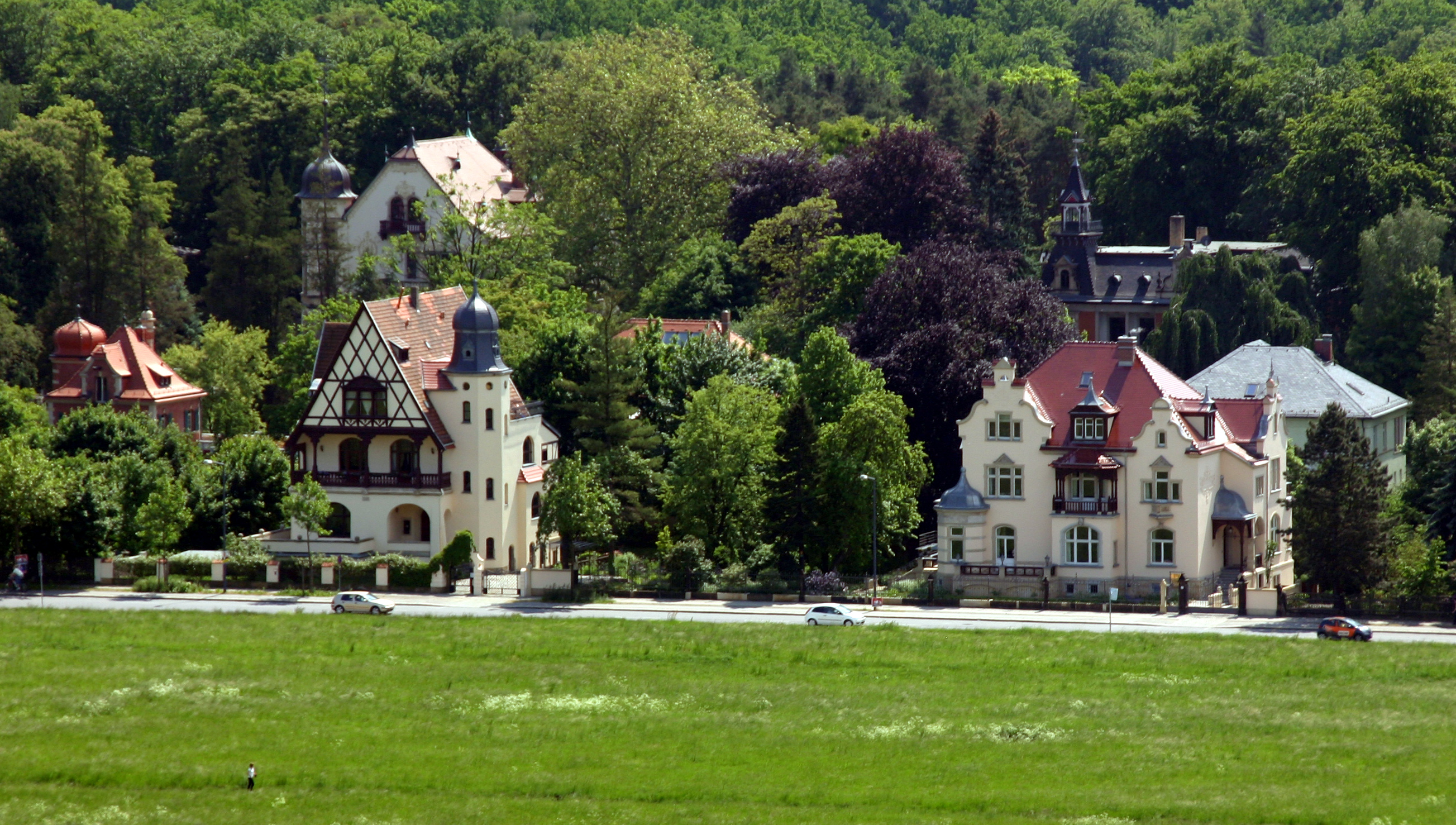
Villas nas encostas do Elba